# 郭寶
郭寶（1497年—？年），字惟善，河南卫辉府獲嘉縣人，民籍。明朝政治人物。

## 生平
治《詩經》，行四，由府學生中式嘉靖元年（1522年）壬午科河南鄉試第九名舉人，年二十七歲中式嘉靖二年（1523年）癸未科會試第三百六十五名，第三甲第四十七名進士。任陕西三原县知县。

## 家族
曾祖郭讓，驿丞。祖父郭暹，县丞。父郭惠，县丞。嫡母周氏；生母张氏。具庆下。兄完、富、定（訓科）、弟宁。